# 长城乡 (湘潭市)
长城乡，是中华人民共和国湖南省湘潭市雨湖区下辖的一个乡镇级行政单位。

## 行政区划
长城乡下辖以下地区：
砂子村、和平村、工农村、石基村、新月村、犁头村、高坪村、白云村、繁荣村、立云村、洪桥村、羊牯村、红旗村、卫星村、上新村和花园村。